# 天主教滕科多戈教區
天主教滕科多戈教區（拉丁語：Dioecesis Tenkodogoënsis）是布基納法索一個羅馬天主教教區，屬庫佩拉總教區。
教區成立於2012年2月11日，包括庫爾佩羅戈省和布爾古省。2012年有教友138,212人（佔轄區總人口24.5%）、九個堂區、五十名司鐸。現任教區主教為普羅斯佩·孔蒂伯。